# Nya Östis
Nya Östis (NÖ), är en lokal svenskspråkig dagstidning som ges ut i  Lovisa stad i Finland. Tidningen har enbart Lovisaregionen som sitt spridningsområde. Tidningens första nummer kom ut tisdagen den 28 april 2015 och efter det har den utkommit en gång i veckan, varje helgfri torsdag.
Upplagan uppgick år 2016 till drygt 2 000 exemplar per utgivningsdag. Tidningen trycks hos Kaakon Viestintä i Kouvola och den ägs av Understödsföreningen för Nya Östis. År 2023 var upplagan cirka 2500 exemplar.

## Bakgrund till grundandet av Nya Östis
Sedan Lovisatidningen Östra Nyland och Borgåtidningen Borgåbladet, strax efter årsskiftet 2014/2015, slogs samman och blev Östnyland saknade många finlandssvenskar i Lovisaregionen en papperstidning med små lokala nyheter. Tidningen Östra Nylands tidigare chefredaktör Kim Wahlroos var en av drivande krafterna bakom grundandet av den nya tidningen. Trots tidningskrisen har tidningen hittat sin nisch och är inte nedläggningshotad. 

## Nya Östis digitala utgåvor
Tidningens webbtidning har ett mycket sparsamt utbud av nyhetsartiklar. Tillsvidare (2017) utkommer inte den tryckta tidningen som e-tidning. Papperstidningen prioriteras.  

## Chefredaktörer
| Kim Wahlroos      | 2015 – | 2019 |
| Carita Liljendahl | 2019 - |      |